# Harold West (Musiker)
Harold West alias Hal „Doc“ West (* 12. August 1915 in Wolford, North Dakota; † 4. Mai 1951 in Cleveland, Ohio) war ein US-amerikanischer Jazz-Schlagzeuger des Swing und des Bebop.
Harold „Doc“ West spielte in den 1930er Jahren unter anderem bei Tiny Parham, Erskine Tate und von 1937 bis 1938 bei Roy Eldridge. Er ersetzte Chick Webb einige Monate vor dessen Tod in seiner Band, arbeitete in den 1940er Jahren mit den ersten Bebop-Musikern in Minton’s Playhouse zusammen, so 1941 mit Dizzy Gillespie und Don Byas. 1944 arbeitete er mit Oscar Pettiford zusammen. Im September des gleichen Jahres war er Mitglied des Quintetts von Tiny Grimes, als dieser Charlie Parker auf seiner ersten Plattensession (der legendären Red Cross-Session)  für das Savoy-Label begleitete. Außerdem war West an Plattenaufnahmen von Don Byas, Billie Holiday, Big Joe Turner, Slam Stewart, Erroll Garner, Wardell Gray, Jay McShann und weiteren Musikern beteiligt.

## Diskografische Hinweise
- Don Byas: 1945, Vol. 2 (Classics)
- Roy Eldridge: The Big Sound of Little Jazz (Topaz, 1935–43), After You've Gone (GRP, 1936–1939)
- Dizzy Gillespie: Live Sessions at Minton's Playhouse (Jazz Anthology, 1941)[3]
- Wardell Gray: One For Prez (Black Lion, 1946)
- Erroll Garner: Historical First Recording (Jazz Anthology, 1944); Jazz Around Midnight (Verve, 1945–1955), 1949–1950 (Classics)
- Billie Holiday: The Quintessential Billie Holiday, Vol. 8 (Columbia, 1939–1940)
- Jay McShann: 1941–1943 (Classics)
- Charlie Parker: The Complete Savoy and DIAL Recordings (Savoy, 1944–1948)
- Oscar Pettiford: Bass Hits (Topaz, 1943–1946)
- Slam Stewart: 1945–1946 (Classics)